# Kot egipski mau
Kot egipski mau – rasa kota wyhodowana w latach 50., prawdopodobnie w Egipcie. Mau znaczy w języku średnioegipskim "kot". Jest to jedna z niewielu naturalnie cętkowanych ras kotów. Cętki znajdują się nie tylko na futrze, lecz także na skórze.

## Pochodzenie
Dokładne pochodzenie kotów egipskich mau jest nieznane, ponieważ nie istnieją na ten temat żadne dokumenty. Prawdopodobnie powstały w latach 50. jako krzyżówka kota amerykańskiego krótkowłosego, kota abisyńskiego i kota syjamskiego. Celem hodowców było stworzenie rasy podobnej do kotów widniejących na starożytnych egipskich malowidłach. Jednak według innych źródeł różnice w budowie ciała między kotami mau a rasami cętkowanymi powstałymi w wyniku krzyżówek (jak ocicat i kot bengalski) wskazują na naturalne pochodzenie tej rasy. CFA zatwierdziła rasę w 1968.

## Wygląd
Rasa ta przypomina budową kota abisyńskiego. Mau są bardzo dobrze umięśnione, średniej wielkości. Tylne łapy są trochę dłuższe od przednich, a między kolanem a bokiem znajduje się charakterystyczny pas luźnej skóry, co przypomina budowę geparda. Głowa jest klinowata, o zaokrąglonych konturach. Uszy średnie lub duże, szeroko rozstawione, wnętrze perłowo-różowe, ze sterczącymi włoskami na wewnętrznej krawędzi. Mogą wystąpić kępki włosów na czubkach małżowin. Oczy duże, w kształcie migdałów, o charakterystycznym odcieniu agrestowej zieleni. Zarys oczu jest przedłużony cienkimi liniami, które sprawiają wrażenie makijażu. Futro jest delikatne i ściśle przylegające do ciała. Nie chroni dobrze przed niskimi temperaturami; mau lepiej czują się w ciepłym klimacie. Występują trzy umaszczenia – brązowe, srebrne i dymne. We wszystkich odmianach wymagany jest na całym ciele ciemny wzór, składający się z osobnych plamek na tułowiu, pierścieni na ogonie i otwartych pierścieni na łapach, a na czole musi widnieć znak przypominający literę M lub skarabeusza. Nos jest jednakowo szeroki na całej długości.

## Zachowanie
Koty mau są żywotne, chętne do zabawy i odważne. Chętnie przebywają z ludźmi i lubią, kiedy poświęca im się uwagę. Przywiązują się do jednej lub dwóch osób i są nieufne wobec obcych ludzi i zwierząt. Wobec obcych kotów mogą być agresywne. Łatwo uczą się aportować. Cechą szczególną tej rasy jest energiczne machanie ogonem przypominające oznaczanie terenu moczem, oraz duża "gadatliwość". Głos kotów mau jest melodyjny, choć przeważnie niegłośny.